# Jonas Brodin
Jonas Emil Christer Brodin, född den 12 juli 1993, är en svensk ishockeyback som för spelar för Minnesota Wild i National Hockey League (NHL). Brodin draftades i första rundan som tionde totalt av Wild vid NHL Entry Draft 2011.

## Spelarkarriär

### Nor IK
Brodin började spela hockey i moderklubben Nor IK i Vålberg utanför Karlstad.

### Färjestad BK
Säsongen 2009/2010 ingick Brodin för första gången i Färjestads A-lagstrupp. Brodin fick tillbringa större delen av säsongen i Skåre BK:s division 1-lag.
Brodin fick träningsspela med Färjestad under OS-uppehållet - därefter fick han den 4 mars 2010 debutera mot Timrå IK. Brodin spelade 15 minuter och 41 sekunder i debutmatchen. Brodin fick efteråt fina ord för insatsen. Inte minst hyllades han av Färjestads tränare Tommy Samuelsson som sade: Han var totalt överlägsen bland våra backar.
Brodin blev med sina 16 år, 7 månader och 16 dagar den yngste backen i Elitseriens historia. Han blev även den yngste Färjestadsspelaren genom tiderna.
Samma säsong debuterade Brodin även i J18-landslaget och blev uttagen till J18-VM, som en av turneringens yngsta spelare. Han var med i det svenska lag som vann guld vid Junior-VM 2012.

### Minnesota Wild
Jonas Brodin valdes av Minnesota Wild som tia i NHL Entry Draft 2011. Året efter debuterade han i NHL och blev inte bara en av de yngsta svenska NHL-spelarna utan också en av de yngsta svenskarna att göra mål i NHL. Brodin gjorde sitt första mål den 14 mars 2013 på målvakten för Colorado Avalanche, Semjon Varlamov. Redan under rookiesäsongen etablerade han sig som lagets näst mest betydande back sett till istid och förtroende i olika spelformer vilket resulterade i att Brodin kom fyra i framröstningen av årets nykomling i NHL. Säsongen därpå förbättrande han sin mål- och poängproduktion avsevärt och kom att räknas till en av NHL:s bästa unga backar.
Den 12 oktober 2014 skrev Brodin på ett sexårigt kontrakt med Minnesota, värt 25 miljoner dollar. Den 15 september 2020 meddelade Minnesota Wild att Brodin skrivit på ett sjuårigt kontrakt värt 42 miljoner dollar, med start 2021. Kontraktet innehåller en no-movement-klausul vilket förhindrar en trejd utan Brodins samtycke under de första fyra åren av kontraktet.

## Statistik

### Klubbkarriär
| 2008–09    | Färjestad BK   | J18        | 9   | 2  | 1   | 3   | 8   | —  | — | —  | —  | —  |
| 2008–09    | Färjestad BK   | J18 Allsv  | 13  | 1  | 7   | 8   | 2   | —  | — | —  | —  | —  |
| 2009–10    | Färjestad BK   | J18        | 13  | 5  | 7   | 12  | 4   | —  | — | —  | —  | —  |
| 2009–10    | Färjestad BK   | J18 Allsv  | 6   | 1  | 4   | 5   | 2   | 7  | 3 | 8  | 11 | 8  |
| 2009–10    | Färjestad BK   | SHL        | 3   | 0  | 0   | 0   | 2   | —  | — | —  | —  | —  |
| 2009–10    | Skåre BK       | J20 Elit   | 2   | 0  | 1   | 1   | 2   | —  | — | —  | —  | —  |
| 2009–10    | Skåre BK       | Div 1      | 21  | 1  | 6   | 7   | 10  | —  | — | —  | —  | —  |
| 2010–11    | Färjestad BK   | SHL        | 42  | 0  | 4   | 4   | 12  | 14 | 2 | 0  | 2  | 2  |
| 2011–12    | Färjestad BK   | SHL        | 49  | 0  | 8   | 8   | 14  | 11 | 2 | 0  | 2  | 6  |
| 2012–13    | Houston Aeros  | AHL        | 9   | 2  | 2   | 4   | 4   | —  | — | —  | —  | —  |
| 2012–13    | Minnesota Wild | NHL        | 45  | 2  | 9   | 11  | 10  | 5  | 0 | 0  | 0  | 0  |
| 2013–14    | Minnesota Wild | NHL        | 79  | 8  | 11  | 19  | 22  | 13 | 0 | 2  | 2  | 12 |
| 2014–15    | Minnesota Wild | NHL        | 71  | 3  | 14  | 17  | 8   | 10 | 0 | 0  | 0  | 0  |
| 2015–16    | Minnesota Wild | NHL        | 68  | 2  | 5   | 7   | 18  | 6  | 1 | 2  | 3  | 0  |
| 2016–17    | Minnesota Wild | NHL        | 68  | 3  | 22  | 25  | 20  | 5  | 0 | 1  | 1  | 0  |
| 2017–18    | Minnesota Wild | NHL        | 73  | 6  | 15  | 21  | 30  | 5  | 0 | 2  | 2  | 2  |
| 2018–19    | Minnesota Wild | NHL        | 82  | 4  | 14  | 18  | 30  | —  | — | —  | —  | —  |
| 2019–20    | Minnesota Wild | NHL        | 69  | 2  | 26  | 28  | 24  | 4  | 0 | 2  | 2  | 0  |
| 2020–21    | Minnesota Wild | NHL        | 53  | 9  | 14  | 23  | 18  | 7  | 0 | 3  | 3  | 2  |
| 2021–22    | Minnesota Wild | NHL        | 73  | 5  | 25  | 30  | 18  | 6  | 1 | 2  | 3  | 2  |
| 2022–23    | Minnesota Wild | NHL        | 60  | 3  | 11  | 14  | 30  | 6  | 0 | 0  | 0  | 0  |
| 2023–24    | Minnesota Wild | NHL        | 62  | 7  | 20  | 27  | 16  | —  | — | —  | —  | —  |
| 2024–25    | Minnesota Wild | NHL        | 50  | 4  | 16  | 20  | 18  | 6  | 0 | 1  | 1  | 0  |
| SHL totalt | SHL totalt     | SHL totalt | 94  | 0  | 12  | 12  | 28  | 25 | 4 | 0  | 4  | 8  |
| NHL totalt | NHL totalt     | NHL totalt | 853 | 58 | 202 | 260 | 262 | 73 | 2 | 15 | 17 | 18 |

### Internationellt
| År            | Lag           | Turnering     | Resultat      |    | Matcher | Mål | Assist | Poäng | Utv |
| ------------- | ------------- | ------------- | ------------- | -- | ------- | --- | ------ | ----- | --- |
| 2010          | Sverige       | U17           | 3             | 6  | 1       | 1   | 2      | 12    |     |
| 2010          | Sverige       | U18           | 2             | 6  | 0       | 2   | 2      | 0     |     |
| 2011          | Sverige       | U18           | 2             | 4  | 0       | 1   | 1      | 2     |     |
| 2012          | Sverige       | JVM           | 1             | 6  | 0       | 4   | 4      | 14    |     |
| 2012          | Sverige       | VM            | 6:a           | 7  | 1       | 0   | 1      | 0     |     |
| 2017          | Sverige       | VM            | 1             | 10 | 1       | 2   | 3      | 6     |     |
| 2024          | Sverige       | VM            | 3             | 10 | 1       | 3   | 4      | 0     |     |
| 2025          | Sverige       | 4NF           | SF            | 3  | 1       | 0   | 1      | 0     |     |
| 2025          | Sverige       | VM            | 3             | 10 | 3       | 4   | 7      | 2     |     |
| Junior totalt | Junior totalt | Junior totalt | Junior totalt | 22 | 1       | 8   | 9      | 28    |     |
| Senior totalt | Senior totalt | Senior totalt | Senior totalt | 40 | 7       | 9   | 16     | 8     |     |